# János Kádár
János Kádár (26. května 1912 Rijeka – 6. července 1989 Budapešť) byl maďarský komunistický politik, generální tajemník Maďarské socialistické dělnické strany (MSZMP) a premiér Maďarské lidové republiky v letech 1956–1958 a 1961–1965. Jako šéf MSZMP byl faktickým vládcem Maďarska v letech 1956–1988.
Kádárovo působení bylo velmi kontroverzní. Na jedné straně se podílel na nástupu stalinistického Rákosiho režimu v Maďarsku po 2. světové válce, na přípravě vykonstruovaného procesu s László Rajkem v roce 1949 a především na potlačení Maďarského povstání v roce 1956, kdy kolaboroval se sovětským vedením a stal se jeho prostředníkem pro udržení Maďarska ve sféře vlivu Sovětského svazu. Nesl podstatnou část viny na následných represích vůči představitelům povstání včetně justiční vraždy Imreho Nagye. Na druhou stranu byl v letech 1951–1954 sám politickým vězněm Rákosiho režimu a po převzetí moci v roce 1956 se snažil od stalinismu distancovat, byť jeho metody při provádění represí proti vůdcům povstání z roku 1956 sám částečně používal. Od 60. let však jeho vládnutí skutečně přineslo jisté uvolnění společenské situace. V rámci zemí sovětského bloku bylo Maďarsko považováno za jeden z nejliberálnějších režimů. Kádár se snažil získat pro své vládnutí legitimitu skrze postupné zlepšování životních podmínek obyvatelstva, které však bylo vykoupeno velkým zahraničním zadlužením a v 80. letech přivedlo zemi k těžké ekonomické krizi. Jeho režim získal označení „gulášový socialismus“ a umožnil relativně hladký přechod k demokracii v letech 1988–1990. V celonárodní anketě v roce 1999 byl Kádár zvolen třetím největším Maďarem všech dob (prvním mezi osobnostmi žijícími ve 20. století).

## Život a politická kariéra

### Mládí a 2. světová válka
János Kádár se narodil jako János Csermanek ve městě Rijeka v Uhersku (dnešní Chorvatsko). Jeho matka byla velmi chudá služka a dala ho k výchově do cizí rodiny do maďarské vesnice Kapoly. Později se Kádár a jeho matka přestěhovali do Budapešti.
Kádár byl od mládí nadšeným komunistou. Vyučil se mechanikem a už v 17 letech se angažoval v odborech, hnutích pracujících a v komunistické straně. Pro svoji činnost byl vězněn za Horthyho režimu ve 30. letech i v průběhu 2. světové války. Už ve 30. letech se ve vězení potkal s Mátyásem Rákosim, který se pro něj stal idolem.

### Poválečné období a Rákosiho éra
Po skončení války si změnil jméno ze slovansky znějícího Csermanek na typicky maďarské Kádár, aby si usnadnil politickou kariéru, která se před ním otevírala. Do vysoké funkce se dostal jako zástupce předsedy Maďarské komunistické strany (MKP) v roce 1946. V roce 1948 se stal ministrem vnitra. V roce 1949 se podílel na přípravě vykonstruovaného procesu s nepohodlným ministrem László Rajkem. Sám po určitou dobu věřil, že Rajk byl skutečně agentem kontrarevolučních sil. Postupně však pochopil, že proces je postaven na naprosto nepodložených obviněních, smyšlených důkazech a vynucených výpovědích. Uvědomil si, že něco podobného se může stát komukoliv ze stranických funkcionářů včetně jeho samého. Po zhlédnutí Rajkovy popravy 15. října 1949 byl zdrcen a vyslovoval pochybnosti o tom, zda nedošlo k justičnímu omylu.
Tehdejší stalinistický vůdce Maďarska Mátyás Rákosi Kádára považoval za jednoho ze svých potenciálních konkurentů a adeptů na obsazení své nejvyšší funkce. Když se dozvěděl o jeho smýšlení o Rajkově procesu, rozhodl se jej spolu s několika dalšími funkcionáři zbavit. Proto proti němu nechal vykonstruovat další politický proces. V dubnu 1951 byl Kádár na základě zcela absurdních obvinění zatčen. Během vyšetřování byl podroben ponižujícímu a nelidskému zacházení a v roce 1952 byl odsouzen na doživotí. Z vězení se dostal v roce 1954 díky uvolnění společenské situace po Stalinově smrti. Postupně se vrátil i do významných stranických funkcí.
I přes svoji tragickou osobní zkušenost zůstal neochvějně věrný komunistické straně a paradoxně i Rákosimu, k němuž nepřestal chovat úctu. Domníval se, že jeho proces nebyl vyvolán na popud samotného Rákosiho, ale kvůli falešným informacím, které mu podsouvali jeho pomocníci.

### Maďarské povstání 1956 a Kádárův nástup k moci
Během Maďarského povstání v říjnu 1956 Kádár původně spolupracoval s reformním premiérem Imre Nagyem, jehož cílem bylo vymanit Maďarsko z područí SSSR. Poté, co Kádár 1. listopadu uvítal vyhlášení neutrality Maďarska, opustil vládní ústředí a odebral se na velvyslanectví Sovětského svazu, odkud byl rychle převezen do Moskvy. Sovětskými vůdci byl vybrán, aby jim pomáhal udržovat MLR v kurzu, který by byl pro SSSR přijatelný. Kádár se rozhodl ustoupit a všechna přání Sovětů splnit.

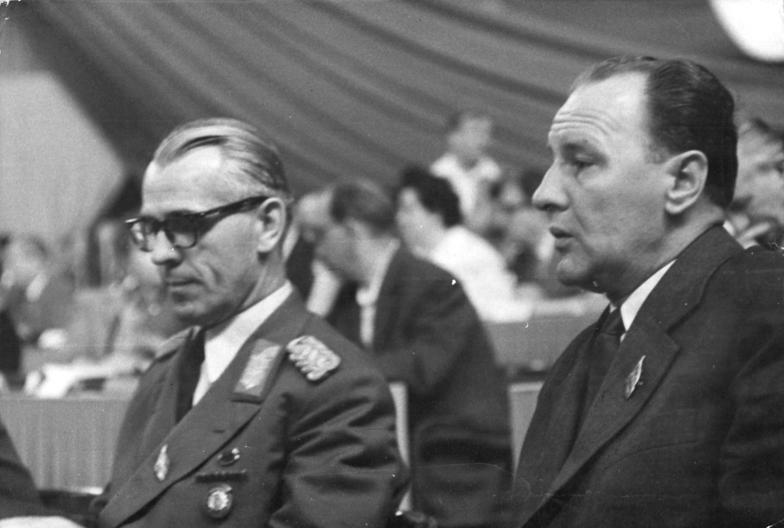
Ministr národní obrany NDR Willi Stoph (vlevo) a János Kádár na sjezdu SED v roce 1958

Imre Nagy mezitím zvládl obnovu demokratického systému koaličních stran z roku 1945. Vládní Maďarská strana pracujících (MDP) se 2. listopadu transformovala na Maďarskou socialistickou dělnickou stranu (MSZMP). Dne 4. listopadu Kádár utvořil kolaborantskou tzv. revoluční dělnicko-rolnickou vládu a povolal do země sovětské oddíly, které mezitím Budapešť opustily. Téhož dne po ranním rozhlasovém projevu Imre Nagye se ozval Kádárův hlas z vysílací stanice v Szolnoku a vyzýval jménem nově utvořené revoluční dělnicko-rolnické vlády k boji proti kontrarevoluci po boku sovětské armády. Dne 7. listopadu se na sovětských tancích spolu se svou vládou vrátil do Budapešti, kde se stal předsedou Prozatímního výkonného výboru MSZMP. Do funkce generálního tajemníka strany byl zvolen až na sjezdu dne 26. února 1957.
Kádár se stal předsedou promoskevské vlády, která do ledna 1957 potlačila poslední zbytky svobody. Pod jeho vedením začala strana sílit a do června 1957 vzrostl počet členů na zhruba 346 000 osob. 21. března 1957 byla založena organizace KISZ, která měla na starosti výchovu mládeže v komunistickém duchu. 27. května 1957 došlo k podepsání smlouvy o dočasném pobytu sovětských jednotek v Maďarské lidové republice. Jejich počet se stabilizoval asi na 80 000 mužích.
Největší význam pro Kádára a jeho MSZMP měl vykonstruovaný proces s Imre Nagyem a jeho spolupracovníky, který se konal na jaře 1958. Všichni byli shledáni vinnými ze spiknutí, jehož cílem bylo svrhnout lidově demokratický režim, a odsouzeni k trestu smrti. Bývalý premiér Imre Nagy, jeho poradce Miklós Gimes a ministr obrany Pál Maléter byli popraveni 16. června 1958. Ostatní vládní spolupracovníci byli uvězněni. Ačkoliv moskevské vedení mělo zájem na jednoznačném vyřešení krize a potrestání strůjců povstání, neexistují dokumenty o tom, že by po nové maďarské vládě vyžadovalo popravu Nagye a jeho spolupracovníků. Kádár měl možnost popravy odvrátit, rozhodl se ovšem jinak, a proto na něm leží podstatná část viny za justiční vraždu Nagye i dalších osob.

### 60. léta

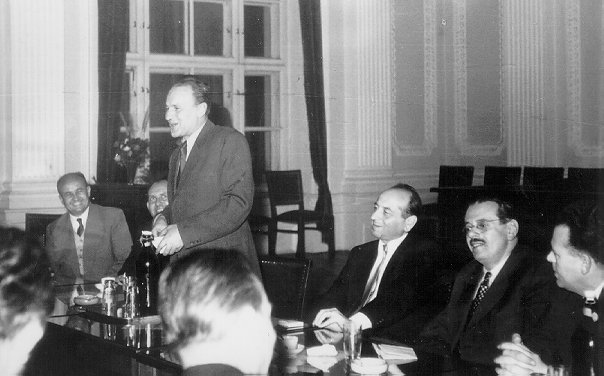
János Kádár na Univerzitě v Segedíně v roce 1961

O povstání z roku 1956 Kádár vždy hovořil jako o „národní tragédii“. Při své následné více než 30leté vládě vedl neustálou „bitvu na dvou frontách“: na jedné straně byla pro něj hegemonie komunistické strany a budování socialismu nepřekročitelným imperativem, na straně druhé odmítal tvrdé represe vůči společnosti ve stylu stalinismu z počátku 50. let. Přesně v tomto duchu Kadár v 60. letech vyhlásil všeobecnou amnestii a oznámil novou politiku „kdo není proti nám, je s námi“. Tak se zrodil tzv. „gulášový socialismus“ nebo také „kádárismus“, který se snažil získat podporu širokých vrstev obyvatelstva postupným zvyšováním jejich životní úrovně. V roce 1966 se Ústřední výbor rozhodl zavést tzv. Nový ekonomický mechanismus (NEM), v rámci něhož se mělo přebudovat hospodářství a zvýšit jeho produktivita tak, aby Maďarsko bylo na světových trzích více konkurenceschopné.
Na mezinárodním poli bylo Maďarsko kvůli událostem z roku 1956 izolováno a západní státy s ním odmítaly spolupracovat. Kádárovi se však díky jeho neúnavné snaze postupně podařilo obnovit styky i s kapitalistickými zeměmi. Ty k němu nabývaly důvěru díky zřetelnému uvolňování sociálních i ekonomických poměrů v zemi, které jeho vláda přinášela. Je však nutno zdůraznit, že ačkoliv bylo Maďarsko Západem považováno za jednu z nejpřijatelnějších a nejotevřenějších zemí sovětského bloku, Kádár veškeré styky navazoval výhradně s výslovným či tichým souhlasem Moskvy. Tím se výrazně odlišoval od Titovy Jugoslávie i Ceauşeskova Rumunska, jež si naopak zakládaly na nezávislosti své vnitřní i zahraniční politiky na Sovětském svazu.

### Invaze do Československa 1968
Uvolňování situace v Československu, které vyvrcholilo pražským jarem v roce 1968, původně Kádár považoval za potenciální podporu pro svoji snahu o ekonomické a sociální reformy v rámci sovětského bloku. Postupně však nabyl přesvědčení, že v Československu vážně hrozí zhroucení vlády komunistické strany, což bylo pro něj nepřijatelné. Pod nátlakem představitelů SSSR a některých dalších zemí Varšavské smlouvy nakonec souhlasil s účastí maďarských vojsk na invazi do Československa dne 21. srpna 1968.

### 70. a 80. léta

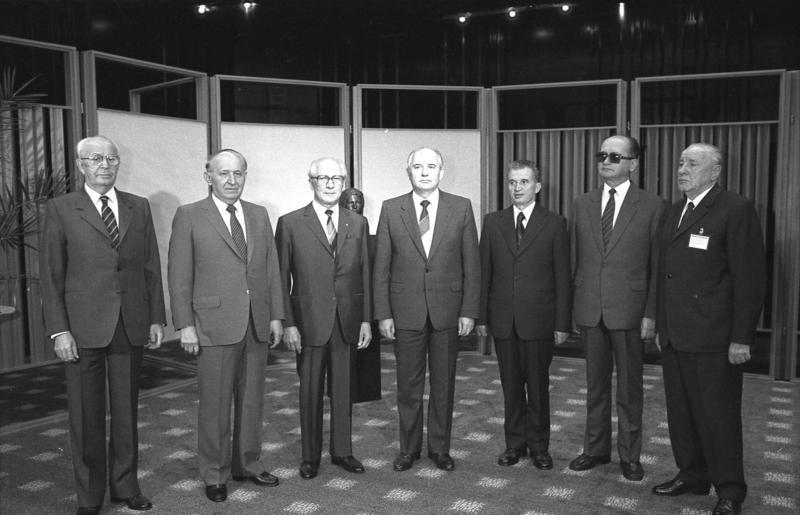
János Kádár (vpravo) s dalšími vedoucími představiteli zemí Varšavského paktu v roce 1987

Provádění hospodářských reforem v Maďarsku bylo kvůli tlaku sovětského vedení i konzervativních struktur v MSZMP na počátku 70. let utlumeno. Přesto díky už provedeným změnám docházelo k ekonomickému oživení. V drobném podnikání se rozšiřovala oblast soukromého sektoru a vzrůstal i počet soukromě hospodařících zemědělců, což bylo v některých jiných zemích socialistického tábora nemyslitelné. Zároveň však přetrvávala neefektivita, která je systémům centrálně plánovaného hospodářství vlastní – zejména v podobě velkých podniků vyrábějících zboží bez odbytu. Kromě toho alarmujícím způsobem narůstalo zahraniční zadlužení. Sovětský svaz vzhledem k vlastním problémům nebyl schopen Maďarsku pomáhat, což bylo citelné především v nedostatečných dodávkách surovin. V 80. letech se proto MLR stále více dostávala do hospodářské krize.

### Konec kariéry a smrt
Kádár byl silný kuřák, jehož zdraví navíc výrazně nalomil pobyt ve vězení v první polovině 50. let. Jeho zdravotní stav se v průběhu 80. let prudce zhoršoval. Uvnitř samotné MSZMP sílily reformní skupiny, které zpochybňovaly Kádárovu schopnost dále vést zemi. 22. května 1988 Kádár odstoupil z funkce generálního tajemníka MSZMP a byl nahrazen umírněným reformistou Károly Grószem. Na jaře 1989 byl Kádár uvolněn i ze své čestné funkce předsedy MSZMP a krátce na to dne 6. července zemřel – ve stejný den, kdy byl rehabilitován Imre Nagy, kterého nechal v roce 1958 popravit. Ve chvíli, kdy maďarský Nejvyšší soud oznamoval verdikt o rehabilitaci Nagye, vstoupil do místnosti neznámý muž a řekl: „Kádár je mrtvý.“ Přesto na Kádárův pohřeb dobrovolně dorazilo kolem 100 000 lidí.

## Kádárův hrob

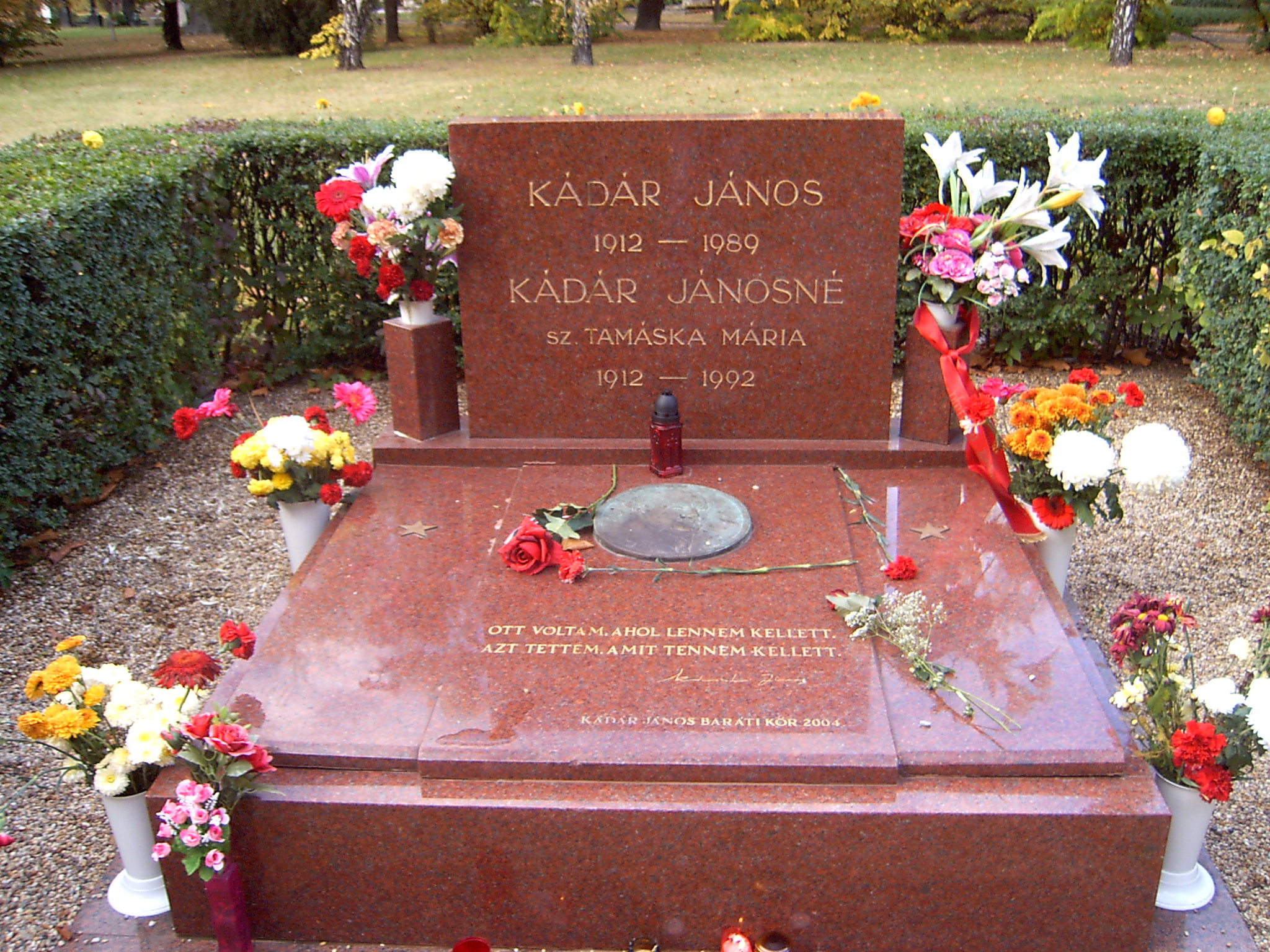
Hrob Jánose Kádára a jeho ženy

Dne 4. května 2007 neznámí pachatelé rozbili mramorovou desku u hrobky Jánose Kádára a jeho manželky a otevřeli rakev s Kádárovými ostatky. Ukradeny byly i některé jeho kosti, stejně tak jako urna s popelem jeho manželky. Nedaleko poničené hrobky vandalové nastříkali sprejem nápis „Vrahu a zrádče, nemůžeš odpočívat v posvátné půdě.“ Maďarští politici bez ohledu na stranickou příslušnost vandalství odsoudili. Tehdejší premiér a předseda MSZP Ferenc Gyurcsány označil událost za odporný, nelidský a zbabělý čin. Odsoudila jej i opoziční pravicová strana Fidesz, která se profiluje jako výrazně antikomunistická a předhazuje socialistům jejich minulost.
Na Kádárově hrobě je vytesán text „BYL JSEM, KDE JSEM MUSEL BÝT. UDĚLAL JSEM, CO JSEM MUSEL UDĚLAT.“ Jde o citaci jeho slov, která pronesl před Valným shromážděním OSN v roce 1960, kdy se snažil obhájit svoje činy po roce 1956.
U příležitosti stého výročí narození byla v roce 2012 u Kádárova hrobu odhalena jeho busta. Jelikož však pořadatelé neměli od správce hřbitova povolení, museli ji ještě tentýž den odstranit.

## Dílo
- A szakszervezetek az újjáépítés szolgálatában (Budapest, 1945)
- Erősítsük a Magyar Kommunista Pártot (Budapest, 1945)
- A párt és a tömegek kapcsolata a szocializmust építő népi demokráciánkban (Budapest, 1950)
- A párt írányító szerepe a szocializmus építésében, az állami és gazdasági szervek írányításában (Budapest, 1950)
- Lenin-Sztálin tanítása a pártról (Budapest, 1951)
- Szilárd népi hatalom: független Magyarország (Budapest, 1958)
- A szocializmus teljes győzelméért (Budapest, 1962)
- Tovább a lenini úton (Budapest, 1968)
- Hazafiság és internacionalizmus (Budapest, 1968)
- Híven a forradalomért (Budapest, 1972)
- A szocialista Magyarországért (Budapest, 1972)
- Válogatott beszédek és cikkek 1957–1973 (Budapest, 1974)
- A fejlett szocialista társadalom építésének útján (Budapest, 1975)
- Internacionalizmus, nemzeti érdek (Budapest, 1976)
- A szocializmusért, a békéért (Budapest, 1978)
- Szövetségi politika-nemzeti egység (Budapest, 1982)
- Együtt a szocializmusért (Budapest, 1982)
- Párt, szakszervezetek, szocializmus (Budapest, 1982)
- Béke, függetlenség, honvédelem (Budapest, 1985)
- A békéért, népünk boldogulásáért (Budapest, 1985)
- Válaszgondolatok (Budapest, 1985)
- A szocializmus megújulása Magyarországon (Budapest, 1986)